# Jean Cassien
Pour les articles homonymes, voir Saint Jean et Cassien.
Jean Cassien (en grec : Ιωάννης Κασσιανός, Ioannis Kassianos ; en latin : Ioannes Cassianus), né vers 360 en Scythie mineure (actuelle Dobrogée roumaine) et mort en 435 à Marseille, est un saint moine chrétien méditerranéen qui a marqué profondément les débuts de l'Église en Provence au Ve siècle. Il est le fondateur de l'abbaye Saint-Victor de Marseille.
Il a laissé une œuvre doctrinale importante, dont les Institutions cénobitiques (De Institutis cœnobiorum et de octo principalium vitiorum remediis, écrit vers 420) et les Conférences (Conlationes ou Collationes), ouvrages consacrés à la vie monastique, qui ont profondément influencé le monachisme occidental du Ve siècle à nos jours, notamment en raison de leur reprise dans la règle de saint Benoît, mais aussi parce qu'ils s'appuyaient sur l'expérience que fit Cassien du grand monachisme oriental, celui des déserts de Palestine et d’Égypte. Cassien établit un pont entre le monachisme d'Orient et celui d'Occident.
Il est considéré en Occident comme étant à l'origine du semi-pélagianisme, doctrine condamnée dans l'Église occidentale lors du concile d'Orange, en 529, mais pas dans l'Église orientale. L'Église orthodoxe le vénère comme saint et Père de l'Église, sous le nom de Saint Jean Cassien ou Cassien le Romain .
Il est commémoré le 23 juillet selon le Martyrologe romain et le 29 février (en pratique le 28 pour les années non-bisextilles) dans l'Ėglise orthodoxe,,,.

## Origine
Le nom de « Scythie mineure » donné à son pays natal par les Romains, a fait supposer que Cassien lui-même serait d'origine scythe, et on lui a aussi prêté des racines dans toutes sortes de lieux dont le nom ressemble à « Scythie » : dans un extrait de son De Viris Illustribus, l'historien du Ve siècle Gennadius de Marseille évoque « …Cassianus, natione Scytha… » ; et depuis le XVIIe siècle, de nombreux auteurs se sont penchés sur l’interprétation de ce texte et, arguant de fautes des copistes successifs, ont proposé des origines liées au désert de Scété (heremus Scitii), près du delta du Nil (qui n'est qu'un site monastique où il séjourna) ou bien à Scythopolis (l’actuelle Tel Beït-Shéan en Israël) ; d’autres ont modifié le texte en « Cassianus natione Syrus… » ; d’autres encore en « Cassianus, natus Serta… » faisant naître Jean Cassien à Tigranocerte (dans l’ancienne province de Gordyène : l’actuelle Diyarbakir). 
D’autres enfin, depuis l’érudit marseillais du XVIIe siècle Louis Antoine de Ruffi ont évoqué un lieu de naissance en Provence, plaidant en faveur de La Ciotat (forme latine antique Citharista qui aurait été transformée en Scytha par des copistes du Moyen Âge ignorants).
En fait, compte tenu de l'hellénisme présent tout autour de la mer Noire dans l'Antiquité, il est très probable que Jean Cassien était de culture, sinon d'origine grecque, et ses écrits témoignent qu'il possédait aussi le latin. Il est supposé qu'il provenait d'une famille fortunée, grâce à laquelle il reçut une bonne éducation, comme il le dit lui-même dans ses Conférences. 
Selon Jean-Claude Guy, Kassianos / Cassianus serait son nom de naissance et Jean aurait été ajouté en hommage à saint Jean Chrysostome, dont il a été un fidèle. Les sarcophages et inscriptions antiques montrent en effet que le nom de Kassianos, parfois latinisé en Cassianus, existait autour des bouches du Danube et sur la rive occidentale du Pont Euxin, notamment dans les cités gréco-romaines d'Ægyssos, Orgamè, Histria, Tomès et Kallatis d'où il est probablement natif, cités situées au contact des civilisations grecque et latine.
Mais les protochronistes roumains veulent relier son nom à Casimcea, vallée et village du département roumain de Tulcea dont le nom, selon eux, proviendrait des Cassiens antiques, présentés tantôt comme une tribu dace locale, tantôt comme un ensemble de familles gètes (bien qu'aucune source n'étaye cette façon de voir), alors que le nom de Casimcea remonte seulement à la période turque et provient du turc Kasım, venu de l'arabe Qasim, « le généreux ».

## Biographie

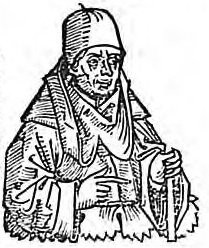
Jean Cassien dans les Chroniques de Nuremberg de Hartmann Schedel (1493).

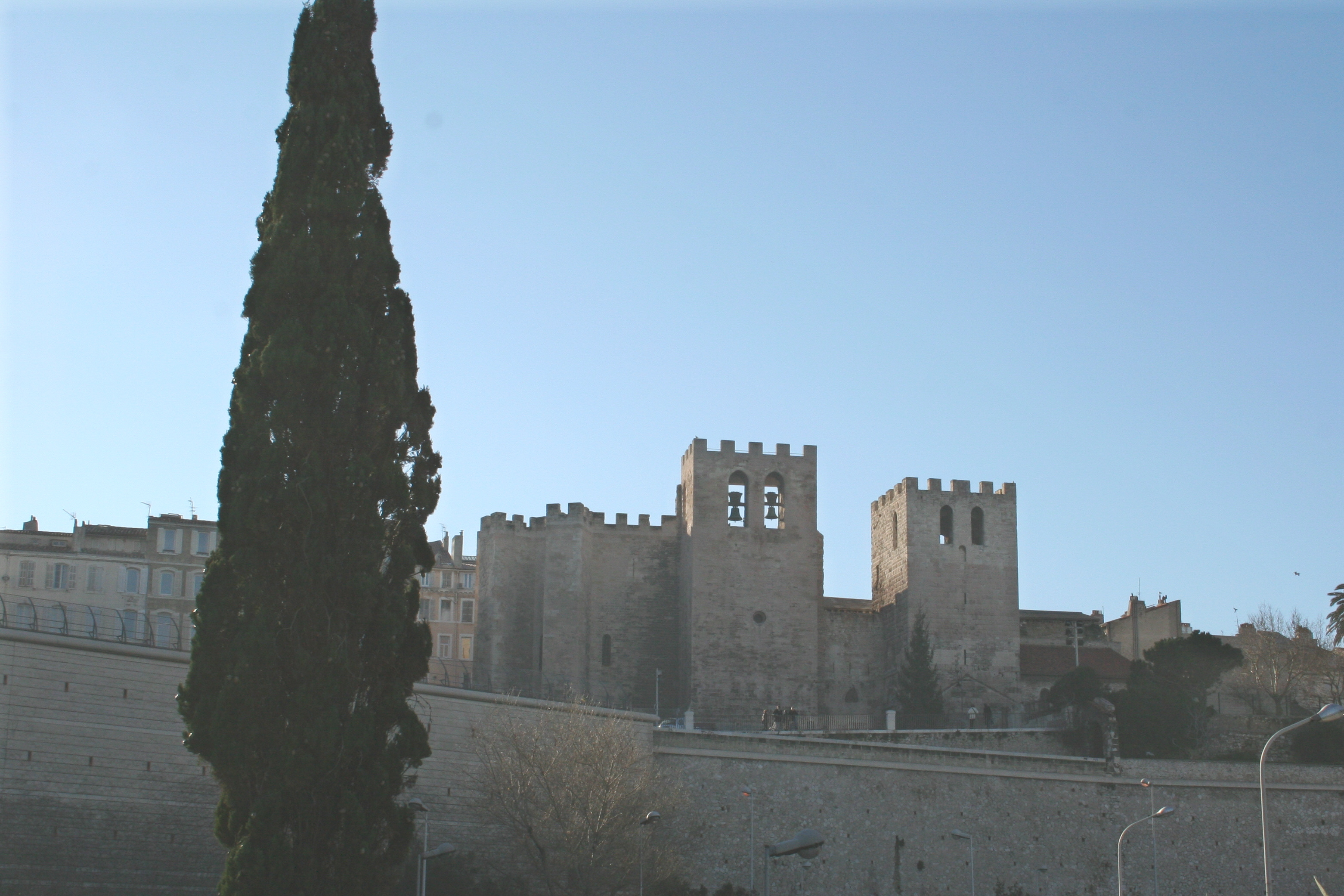
Vue générale de l'abbaye de Saint-Victor.

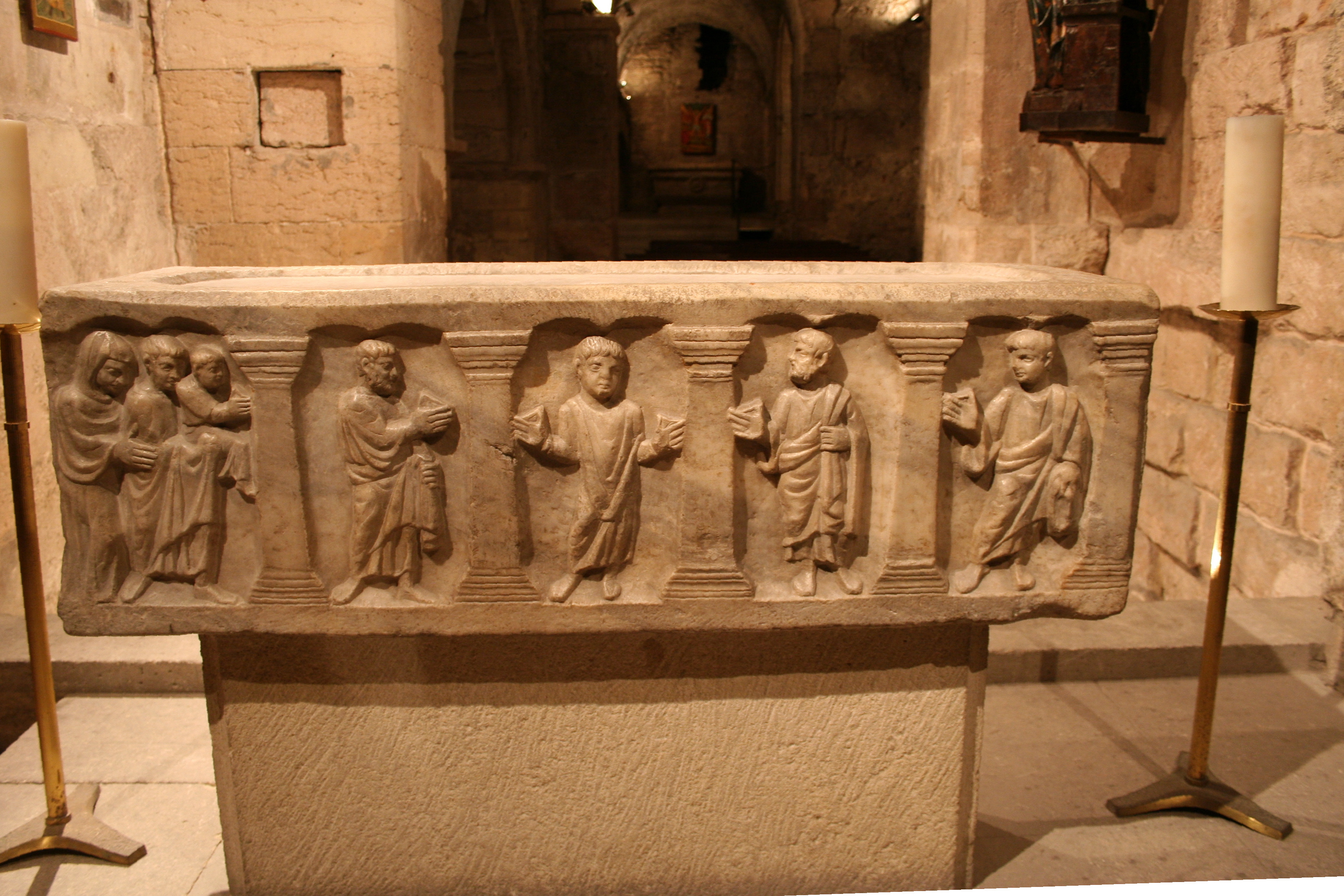
Sarcophage de Jean Cassien dans la crypte de l'abbaye de Saint Victor.

Jean Cassien part très jeune vers Bethléem (Inst., 3, 4), dans la Province de Syrie, accompagné par son ami Germanos avec qui il est « un esprit et une âme en deux corps » (Coll., 1, 1), pour se rendre dans un monastère. Ce premier contact avec le monachisme cénobitique, qui dure seulement deux ans (Coll., 19, 2), lui permet de s’enrichir de la tradition du monachisme palestinien, dépourvu de tradition mystique, dont il ne gardera pas un grand souvenir.
Vers 390, il obtient la permission de quitter ce monastère pour aller avec Germanos en Égypte à la rencontre des anachorètes de la Thébaïde. Lorsque les moines adeptes d’Évagre le Pontique, disciple d’Origène sont dispersés en 400 par l’évêque Théophile d’Alexandrie, Jean Cassien quitte l'Égypte et retourne brièvement à Bethléem avant de rejoindre Constantinople avec les moines « origénistes ». 
Là, Jean Cassien reçoit les enseignements de saint Jean Chrysostome qui l'ordonne diacre et lui donne la charge des trésors de sa cathédrale. Après l'exil de son maître spirituel en 404, il se rend à Rome ou il est chargé de solliciter l'intercession du pape Innocent Ier en faveur de l'évêque Chrysostome. Vers 415, il revient de Palestine avec Lazare, ancien évêque d'Aix-en-Provence.
Il se fixe par la suite en Provence et fonde, en 414 ou 415, deux monastères à Marseille : Saint-Victor pour les hommes et Saint-Sauveur pour les femmes. Selon la tradition, il aurait demandé à l'évêque de Marseille, Proculus, un ami du Lazare rencontré en Palestine, l'autorisation de fonder un monastère près de la grotte où reposaient les reliques de saint Lazare et de saint Victor. Il aurait même fait construire, près de cette grotte, deux églises, l'une dédiée à saint Pierre et saint Paul, l'autre à saint Jean-Baptiste. On assure que cinq mille moines y vivaient sous sa discipline.
En 429 et 430, l'évêque Cyrille d'Alexandrie attaque la théologie de Nestorius et fait porter à Rome, par le diacre Posidonios, un dossier christologique traduit en latin avec la mission d'accuser Nestorius d'adoptianiste, c'est-à-dire quelqu'un qui conçoit Jésus-Christ comme « un homme que Dieu aurait adopté ». Jean Cassien, bon connaisseur de l'Orient d'où il était originaire, est prié d'arbitrer la querelle, et un synode est réuni à Rome. Il donne raison à la foi nicéenne contre le nestorianisme.
Jean Cassien serait mort vers 435 à Marseille. Toutefois, l'époque de sa mort reste incertaine. Suivant la légende de saint Prosper, il vivait encore en 433. Rivet place sa mort en 434 ou 435, d'autres, entre 440 et 458. Baillet et Dupin prétendent qu'il a vécu quatre-vingt-dix-sept ans.
La sainteté de Cassien est reconnue par Gennadius de Marseille dès 470, qui le nomme sanctus Cassianus. Saint Grégoire, dans une lettre adressée à une abbesse de Marseille, témoigne d'un monastère consacré « en l'honneur de saint Cassien. » Plus tard, les papes Urbain V et Benoît XIV reconnaîtront sa sainteté.

## Doctrine
Jean Cassien s'est fortement inspiré de l'œuvre d'Evagre le Pontique, qu'il a probablement rencontré à Nitrie, notamment en ce qui concerne la prière et la théorie des huit principaux vices. Il est également influencé par Origène, dont il a lu le Traité des principes et dont il développe la doctrine des quatre sens de l'Écriture,, par saint Jean Chrysostome, saint Basile et saint Jérôme. Il est considéré en Orient et en Occident comme l'un des grands maîtres du christianisme intérieur.
Cassien est regardé comme un maître spirituel, à cause de la richesse de sa doctrine spirituelle. Les œuvres de Cassien sont le premier manuel de spiritualité du christianisme nicéen, connu de tous au Moyen Âge, aussi bien dans le christianisme occidental que dans l'oriental. « Cassien formait les consciences, et faisait progresser dans la vie spirituelle ». Le nombre des citations des Conférences contenu dans le commentaire de la règle de saint Augustin par Humbert de Romans est significatif.
Dans deux de ses conférences (III : Des trois renoncements, et XIII : De la grâce divine), il aborde la question de la grâce et de la liberté humaine. Les réponses qu'il donne à cette question vont à l'inverse des positions de Saint Augustin, elles le feront condamner comme semi-pélagien.

## Postérité
Benoît de Nursie s'appuie sur les ouvrages de Jean Cassien pour établir sa règle monastique. Certains passages de la règle de saint Benoît reprennent presque mot à mot des passages de Cassien, et cette même règle affirme qu'elle doit être prolongée par les Conférences des Pères et les Institutions de Cassien. Jusqu'à maintenant, les moines d'Occident considèrent Cassien comme un des principaux maîtres de la vie monastique, qui ont permis à l'Occident de bénéficier de la riche expérience des premiers moines d'Orient.
Un siècle après la mort de Jean Cassien, le concile d'Orange, en 529, condamne le semi-pélagianisme qui considère que le libre arbitre peut mener à la foi sans nécessiter le secours de la grâce. Ce concile adopte la vision théologique d'Augustin d'Hippone pour lequel la foi chrétienne est un effet de la grâce et de la volonté divine : le chrétien est l’“élu de Dieu”. Mais cela implique que si l'on n'a pas la foi, c'est parce que l'on est privé de la grâce de Dieu, et c'est pourquoi les chrétiens d'Orient n'ont pas reconnu le concile d'Orange et ont fini par adopter les positions théologiques de Grégoire Palamas selon lequel c'est précisément par l'existence du libre-arbitre humain que se manifeste la grâce divine.
Pour l'Église catholique comme pour l'Église orthodoxe, Jean Cassien est saint et compte parmi les Pères de l'Église. En Provence, quelques villages près de Lérins portent son nom. Des moines et des évêques orthodoxes portent souvent son nom. Il est fêté le 23 juillet au diocèse de Marseille et le 29 février chez les orthodoxes.
Le lac de Saint-Cassien, en Provence, a été dénommé en son honneur.

## Œuvres de Jean Cassien
- Les Institutions cénobitiques (426) : un traité en douze livres consacré à l'habit des moines, à la règle des oraisons et des psaumes, et aux obstacles de la perfection : gourmandise, impureté, avarice, colère, tristesse, acédie, vaine gloire et orgueil. [lire en ligne]
  - Jean Cassien, Institutions cénobitiques[27], traduit par Jean-Claude Guy, Éditions du Cerf, « Sources chrétiennes », 1965.
- Les Conférences (426) : une collection de vingt-quatre conférences relatant les souvenirs de Cassien en Égypte, ses entretiens sur la perfection ascétique avec les Pères du désert, qui abordent de nombreux thèmes liés à la vie spirituelle. Les dix premières conférences décrivent les conversations de Cassien avec les Pères du désert de Scété. Les sept conférences suivantes sont dédiées aux Pères de Panephysis, et les sept dernières conférences aux Pères de la région de Diolkos. Au Moyen Âge, l'habitude de lire les Collationes pendant le repas du soir a fini par donner à ce dernier le nom de collation[28]. [lire en ligne]
  - Jean Cassien, Conférences, traduit par Dom Eugène Pichery, Éditions du Cerf, « Sources chrétiennes », 3 vol., 1955-1971.
  - Jean Cassien, Entretiens I-X avec les Pères de Scété: Introduction, traduction et notes de Sr Pascale-Dominique Nau, o.p., Parole et Silence, 2024.
- Un Traité de l'Incarnation. Contre Nestorius (430) en sept livres, écrit à l'instigation du pape Léon Ier.
  - Jean Cassien, Traité de l'Incarnation, traduit par Marie-Anne Vannier, Éditions du Cerf, « Sagesses chrétiennes », 1999.

L'Histoire littéraire de la France lui consacre un chapitre.